# Михо Терзицки
Михо Терзицки (на гръцки: Μιχάλης Αλ. Ράπτης, Михалис Ал. Раптис) е гръцки филолог, фолклорист и краевед.

## Биография
Терзицки е роден в 1931 година в грамоското село Слимница. По време на окупацията на страната в годините на Втората световна война е член на комунистическата детска организация „Аетопула“, а по-късно и на Националната общогръцка огранизация на младежите. По време на Гражданската война в 1947 година е изведен от Гърция като дете бежанец и се установява в Румъния, докато майка му и баща му са в село Белоянис, Унгария. Завършва гимназия и филология в Букурещкия университет. Работи като филолог учител в Букурещ. Преподава руски в румънски училища, гръцки в Гръцката гимназия и в Народния университет в Букурещ. Работи като инспектор по началното и средно образование в района на Букурещ. От 1970 година до репатрирането си е член на Координационния образователен комитет за обучение по гръцки език. Участва в написването на образователната книга за деца на политически бежанци „Текстове от новогръцката литература“.
В течение на десет години от 1961 до 1971 година събира фолклор от бежанците от грамоските български села, настанени в Унгария и Румъния и в 1977 година издава в Скопие, Югославия, сборника си „Фолклорът на Яновенските села в Костурско“.
След демократизацията на Гърция, в 1984 година Терзицки се завръща в Гърция и от 1985 до 1989 година работи в библиотеката на Националната опера, а впоследствие и като преподавател по филология. В 1989 година Терзицки публикува монографията си „Национална опера 1888-1988. Кратка история на гръцката мелодрама и Националната опера“.
В 1997 година Терзицки издава и „Мъченическите грамоски села в Костурско (Слимница, Пилкати, Яновени, Омотско, Калевища)“. В 1999 година издава спомените за бежанците от Гражданската война „Щастливи в нещастието. Пътуване“. В 2003 година издава книгата „„Националната съпротива чрез изкуство, думи и народно творчество. Принос на учителите, участници в Съпротивата, за духовното издигане на нашия народ“.